# Люцерновый минёр
Люцерновый минёр (лат. Agromyza frontella) — вид двукрылых из семейства минирующих мух.

## Описание
Мелкие мухи длиной тела 2-25 мм. Костальная жилка лишь немного заходит за место впадения в неё радиальной жилка R4+5. Лоб красноватого или желтоватого цвета, который становится более жёлтым в передней части. На орбитах имеется 4 фронто-орбитальных щетинки. Скуловые пластинки красноватые или желтоватые. Первые два членика усиков тёмно-коричневые. На среднеспинке имеются 4 пары длинных, хорошо развитых дорсоцентральных щетинок.

## Биология
Развивается преимущественно на люцерне, но может поражать донник и клевер. Самки делают проколы на листьях, их количество может превышать 250 на один лист. Лист при этом становится ломким, что приводит к снижению урожайности растения. При откладке яиц самки выделяют феромон, отпугивающий других самок. Личинка сначала узкую и линейную мину, которая идёт по краю листа до верхушки или иногда по боковому краю листа, но затем становится пятновидной, когда личинка возвращается к основанию вдоль средней жилки. При питании нескольких личинок на одном листе отмечены случаи канибализма. Оптимальной температурой для развития является диапазон 20-25 °C. При этом период развития яйца составляет3,5-14 дней, личинок — 5,9-16,4 дня, а куколок — 15,9-61,5 дня. Диапауза запускается при снижении продолжительности светового периода. При 10-часовом дне в состояние дипаузы впадает почти половина особей.
Для борьбы с распространением рекомендуется раннее скашивание люцерны. Также был опробован метод подавления с помощью паразитоидов Dacnusa dryas (Braconidae), Chrysocharis punctifacies (Eulophidae). Они способны уничтожить до 72 % популяции мух, и результате этого плотность минирующих мух снижается ниже уровня экономического порога вредоносности.

## Распространение
Встречается в западной и центральной Палеарктике. На востоке ареал доходит до Афганистана, юге — до Марокко и Туниса. Завезен в Северную Америку. Впервые найден в штате Массачусетс в 1968 годом. Известен на большей части северо-востока Северной Америки от Западной Виргинии и Канадских приморских провинций до Иллинойса, на запад до Северной Дакоты и Альберты.